# Gare de Vitry-le-François
Gare de Vitry-le-François – stacja kolejowa w Vitry-le-François, w departamencie Marna, w regionie Grand Est, we Francji.
Znajduje się na linii Paryż – Strasburg, na wysokości 105 m n.p.m. Jest zarządzana przez Société nationale des chemins de fer français (SNCF) i obsługiwana przez pociągi TGV, TER Champagne-Ardenne, TER Lorraine, TER Picardie i TER Bourgogne.